# Черский, Пётр Васильевич
Пётр Васильевич Черский (4 октября 1877, Смоленская губерния — 9 октября 1939, Мала-Крсна) — русский военный деятель, полковник Русской императорской армии (1916), генерал-майор Белой армии (1920). Герой Первой мировой войны.

## Биография
Уроженец Смоленской губернии, сын священника. Образование получил в духовной семинарии. После окончания Одесского военного училища был  произведён в подпоручики и выпущен в Либавский 6-й пехотный полк. В 1906 году произведён в поручики — обер-офицер Таганрогского 136-го пехотного полка. В 1910 году произведён в штабс-капитаны.
С 1914 года участник Первой мировой войны во главе роты своего полка. В 1915 году произведён в капитаны — ротный командир 284-го Венгровского пехотного полка. В 1915 году произведён в подполковники с назначением командиром 212-й Саратовской пешей дружины Государственного ополчения, позже был назначен батальонным командиром 403-го Вольского пехотного полка. В 1916 году за отличие в делах против неприятеля был произведён в чин полковника. С 1917 года — командир 414-го Торопецкого пехотного полка и командир бригады Сводной пограничной дивизии.

Высочайшим приказом от 28 апреля 1917 года за храбрость награждён Георгиевским оружием: 
За то, что состоя в рядах 403-го пехотного Вольского полка в чине подполковника в ночь с 15 на 16 апреля 1916 года, когда австрийца под прикрытием ураганного огня своей артиллерии, двумя батальонами обрушились 3 роту полка, расположенную в окопах у д. Малая Боярки, и заставили остатки её очистить окопы, захватив при этом два наших пулемёта, немедленно собрал резерв, состоящий из команды разведчиков и сводной резервной роты, организовал контр-атаку, подготовив её предварительно огнём артиллерии, и лично повёл резерв в атаку, подавая собой пример беззаветного мужества и храбрости и, несмотря на губительный ружейный огонь противника, бросился в штыки, переколол часть мадьяр, а другую часть в составе 22 офицеров, 2 врачей и 602 солдата заставил положить оружие и сдаться, вернув при этом два наших пулемёта

Высочайшим приказом от 30 июня 1917 года  за храбрость был награждён орденом Святого Георгия 4-й степени: 
За то, что в бою 7 июля 1916 года у д. Вербен, командуя полком, под губительным огнём противника первым переправился по наведённым под его личным руководством мостам через р. Стырь и, невзирая на упорное сопротивление, выбил противника из сильно укреплённой позиции, взяв при этом в плен 73 офицера, 1793 нижних чина, 2 траншейных орудия, 2 пулемёта и много другой военной добычи. Отбил ряд яростных контр-атак противника и преследуя его захватил 8 июля переправу через р. Стырь у д. Пески, не дав противнику её разрушить. Своими действиями обеспечил дивизии блестящий победоносный успех и взятие мест. Берестечко
После Октябрьской революции, был участником Гражданской войны в составе войск Вооружённых Сил Юга России. С 1918 года — командир бригады Донской армии. С 1919 года — командир 136-го Таганрогского пехотного полка и командир бригады 34-й пехотной дивизии. В 1920 году за отличие в делах против неприятельской армии был удостоен чина генерал-майор, состоял в резерве чинов при штабе Русской армии. С 1920 года в эмиграции в Югославии, позже в Бельгии.
Скончался в 1939 году в Сербии.

## Награды
- Орден Святой Анны 3-й степени с мечами и бантом (ВП 22.03.1916[4])
- Орден Святого Станислава 2-й степени с мечами (ВП 8.04.1916)
- Высочайшее благоволение (ВП 27.08.1916)
- Орден Святой Анны 2-й степени с мечами (ВП 6.10.1916)
- Орден Святой Анны 4-й степени «За храбрость» (ВП 19.11.1916)
- Орден Святого Владимира 3-й степени с мечами (ВП 14.02.1917[5])
- Георгиевское оружие (ВП 28.04.1917)
- Орден Святого Георгия 4-й степени (ВП 30.06.1917)